# Diefdijk (dijk)
De Diefdijk is een in 1284 op de toen al bestaande diefweg aangelegde dwarsdijk. In de 18e eeuw ging hij deel uitmaken van de Hollandse Waterlinie. De dijk vormde ook een onderdeel van de 19e-eeuwse Nieuwe Hollandse Waterlinie. De dijk doet nog steeds dienst als volwaardige (tweede) waterkering die de Alblasserwaard en de Vijfheerenlanden beschermt bij wateroverlast uit de Betuwe, het is een van de belangrijkste binnendijken in Nederland. Het vormt ook de westelijke grens van de streek de Betuwe, die zich uitstrekt van Fort Pannerden in het oosten tot het centrum van Gorinchem waar de rivier de Linge de grens overneemt vanaf Leerdam. Hij vormde vanouds, en sinds 1820 bij wet vastgesteld, de grens tussen Holland en Gelderland. Door een gemeentelijke herindeling en de oprichting van de gemeente Vijfheerenlanden vormt hij sinds 1 januari 2019 de grens tussen de provincies Utrecht en Gelderland.

## Wateroverlast
Bij de veenontginningen werden de woeste gronden ontwaterd door het graven van sloten en weteringen. Zederik, Laak, Lede, Noordeloos en ander kleine veenstromen voerden het water af naar de grote rivieren. Echter, door inklinken van de bodem verslechterde de afwatering steeds meer. Dat werd nog versterkt door het dichtslibben van de monding van de Oude Rijn bij Katwijk in de 11e en de 12e eeuw. Daardoor moest nu al het Rijnwater via de Lek naar zee. In het begin loste men dit vernattingsprobleem op door het ophogen van de akkers met modder uit de sloten. Dat is nu op sommige plaatsen nog duidelijk te zien.

## Dwarsdijken
In de loop van de 13e eeuw werd de wateroverlast zo groot, dat andere maatregelen noodzakelijk waren. Het grootste probleem was dat het rivierengebied van oost naar west afliep - en loopt -, waardoor de laagst gelegen polders in het westen al het water van de hogere gronden in het oosten te verwerken kregen. Om de polders hiertegen te beschermen, begon men met de aanleg van dwarskades. Deze lagen min of meer noord-zuid gericht, tussen de grote rivieren in. In 1277 werd de Zouwe- of Bazeldijk aangelegd, die het water dat uit de Vijfheerenlanden de Alblasserwaard instroomde moest keren. Na de aanleg van deze dijk nam de wateroverlast in de Vijfherenlanden uiteraard sterk toe.
Om te voorkomen dat het water uit het oosten de wateroverlast nog langer zou vergroten, richtten vijf belangrijke edelmannen in 1284 een heemraadschap op. Het waren de heren van Arkel, Ter Leede, Hagestein, Everdingen en Vianen. Aan deze vijf grootgrondbezitters dankt het gebied zijn naam. Als eerste maatregel legde men de Diefdijk aan. Bij de bouw is gebruikgemaakt van al bestaande (achter)kades van de polders Oud-Schaik en Zijderveld (de Diefweg). Deze werden met elkaar verbonden met behulp van een nieuw stuk dijk door de polders Nieuw Schaik en Kort Gerecht. Een gedeelte van beide polders kwam daardoor buitendijks te liggen. Deze zo ontstane 'buitenpolder', tussen de Diefdijk en de Culemborgse Vliet, stond bekend als De Geeren; zij behoorde tot het Land van Leerdam. Een nieuw stuk dijk werd ook aangelegd door de polder Goilberdingen langs de Lek, waardoor de Diefdijk aansloot op de Lekdijk.
Iets verder westelijk ligt de kade tussen Leerdam en het dorp Everdingen, die eenzelfde waterkerende functie had. Deze kade vormde in de 13e eeuw tijdens de Grote Ontginning de basis voor de ontginning van het centrale deel van de Vijfheerenlanden.

## Dijkverhoging
De Diefdijk was in eerste instantie een vrij lage kade. In de loop der eeuwen is de kade steeds verder verhoogd en verzwaard. Daartoe groef men aan beide zijden van de dijk klei af. Via smalle kaden, die vanaf de dijk de polder inliepen, werd de klei met kruiwagens aangevoerd. Deze weggetjes zijn nog steeds zichtbaar in het landschap. Door de kleiwinning langs de Diefdijk ontstonden daar drassige laagten. In 1809 kreeg de dijk, als onderdeel van de Diefdijklinie naar een ontwerp van Jan Blanken, zijn huidige vorm. De Diefdijklinie is een samenhangend stelsel van dwarsdijken tussen de Lek bij Everdingen en de Merwede bij Gorinchem.

## Grienden en kolken
Op vochtige stukken land, die onder andere door de kleiwinning waren ontstaan, bijvoorbeeld Autena en Bolgerijen ontstonden grienden. Dit zijn wilgenbossen, die regelmatig gekapt werden. De wilgentakken werden met name gebruikt voor waterschapswerken, maar ook wel voor gebruiksvoorwerpen.
De Diefdijk kon het binnenwater niet altijd keren. In onder andere 1571 en 1573 brak de dijk, waardoor een groot wiel ontstond, het Wiel van Bassa of Schoonrewoerdse Wiel. Dit is de grootste door dijkbreuk ontstane kolk in Nederland. Bij het wiel staat nog steeds het Kruithof, in 1628 ingericht als wachthuis voor de dijkbewakers. Ook de Lingedijk is een aantal maal doorgebroken. De wielen, zoals het Oude Wiel en het Nieuwe Wiel en het wiel bij Oosterwijk, zijn daarvan het resultaat. Deze wielen, diverse boomgaarden en oude boerderijen hebben de Diefdijk een zekere faam bezorgd voor wat betreft het landschapsschoon.

## Onderdeel Waterlinie

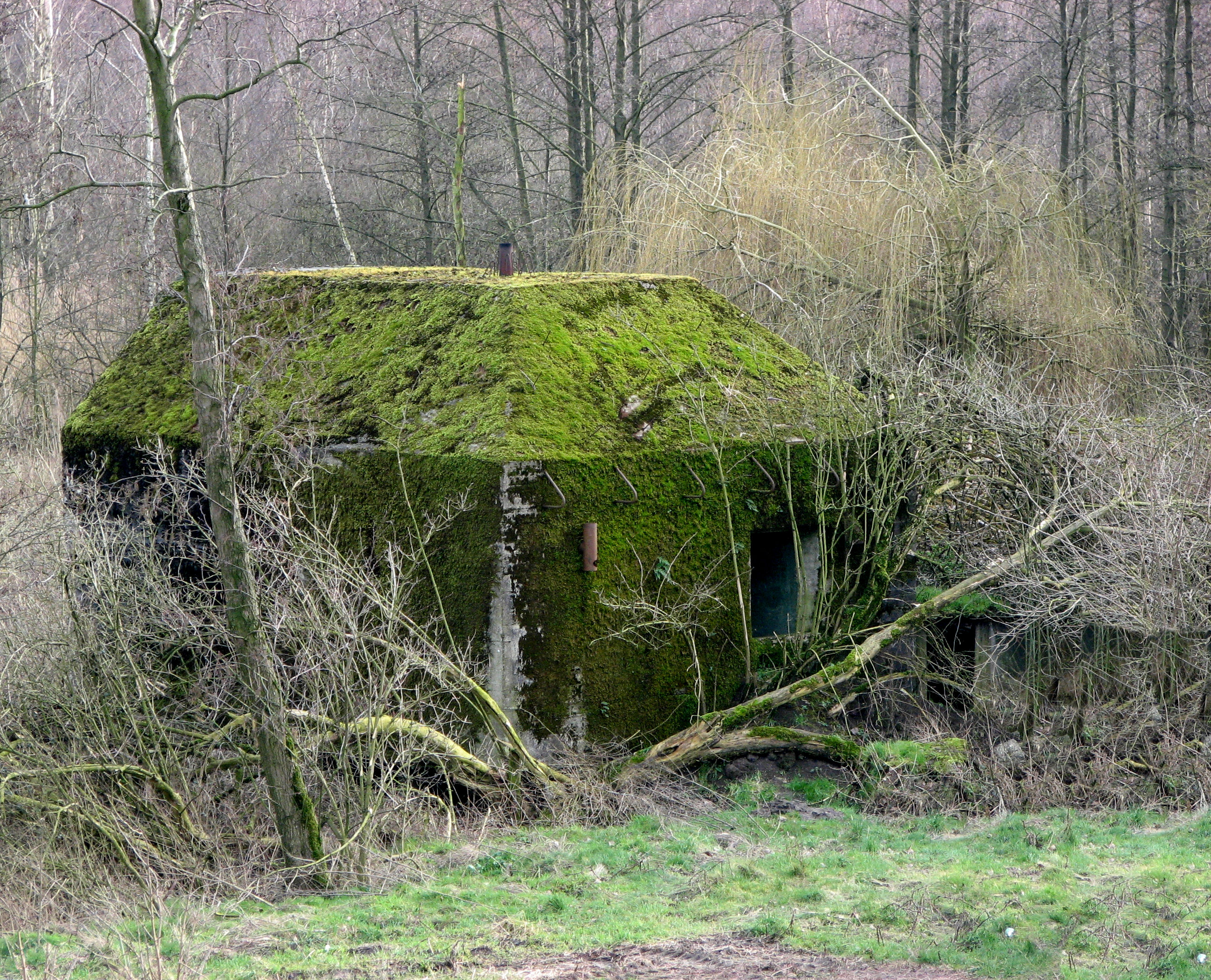
Schuilbunker uit ca. 1935 aan de diefdijk

In eerste instantie had de Diefdijk dus een waterstaatkundige functie, maar in de 18e eeuw werd de Diefdijk ook onderdeel van de Hollandse Waterlinie. Voor de Nieuwe Hollandse Waterlinie werden in de 19e eeuw bij de dijk versterkingen en sluizen aangelegd. In het noorden, bij de aansluiting van de Diefdijk op de Lekdijk werd Fort Everdingen gebouwd en in het zuiden Fort Asperen bij Leerdam. Het gebied tot Culemborg kon geïnundeerd worden. Er ontstond dan aan de oostzijde van de Diefdijk een watervlakte van meer dan vier kilometer breed.
Nabij de dijk, niet ver van de snelweg, staat de doorgezaagde bunker, een attractie voor bezoekers.